# سان کارلوس (انتیوکیا)
سان کارلوس (انتیوکیا) (به اسپانیایی: San Carlos, Antioquia) یک سکونتگاه مسکونی در کلمبیا است که در بخش انتیوکیا واقع شده‌است.